# Liua shihi
Liua shihi (tên tiếng Anh: Wushan Salamander; tiếng Trung: 巫山北鲵/巫山北鯢 - Vu Sơn bắc nghê) là một loài kỳ giông thuộc họ Hynobiidae. Danh pháp đồng nghĩa Ranodon shihi.
Đây là loài đặc hữu của Trung Quốc.
Môi trường sống tự nhiên của chúng là rừng ẩm vùng đất thấp nhiệt đới hoặc cận nhiệt đới, vùng núi ẩm nhiệt đới hoặc cận nhiệt đới, sông ngòi, và đầm nước ngọt.
Chúng hiện đang bị đe dọa vì mất môi trường sống.